# دالارنا
دالارنا (بالسويدية: Dalarna) وهي محافظة سويدية تقع في وسط السويد وتحيط بها محافظات هارجلدان وهالسنغلاند وغاستريكلاند وفاستمانلاند وفارملاند وفي الغرب لها حدود مع دولة النرويج، يبلغ عدد سكان هذه المحافظة 276505 نسمة حسب إحصاء سنة 2010 في السويد والكثافة السكانية فيها هي 9.5 نسمة في الكيلو متر المربع الواحد.

## توأمة
لدالارنا اتفاقيات توأمة مع:
- تشنغدو (27 أبريل 2004 - )[2]

## أعلام
- غونار صامويلسون
- بير أندرسون
- اريك يوهانسون
- ماتياس ليندغرين